# Thénioux
Thénioux ist eine französische Gemeinde mit 666 Einwohnern (Stand: 1. Januar 2022) im Département Cher in der Region Centre-Val de Loire; sie gehört zum Arrondissement Vierzon und zum Kanton Vierzon-2. Die Bewohner werden Thanalogiens und Thanalogiennes genannt.

## Geographie
Thénioux liegt etwa 34 Kilometer westnordwestlich von Bourges am Cher und am Canal de Berry. Umgeben wird Thénioux von den Nachbargemeinden Châtres-sur-Cher im Norden und Westen, Méry-sur-Cher im Osten, Saint-Georges-sur-la-Prée im Süden sowie Maray im Südwesten.

## Bevölkerungsentwicklung
| Jahr                       | 1962 | 1968 | 1975 | 1982 | 1990 | 1999 | 2006 | 2018 |
| -------------------------- | ---- | ---- | ---- | ---- | ---- | ---- | ---- | ---- |
| Einwohner                  | 504  | 507  | 529  | 584  | 600  | 602  | 591  | 663  |
| Quellen: Cassini und INSEE |      |      |      |      |      |      |      |      |

## Sehenswürdigkeiten
- Kirche Saint-Germain
- Denkmal „Courage-Liberté“ zum Gedenken an die Schleuser, die zwischen 1940 und 1943 die Demarkationslinie überquerten.

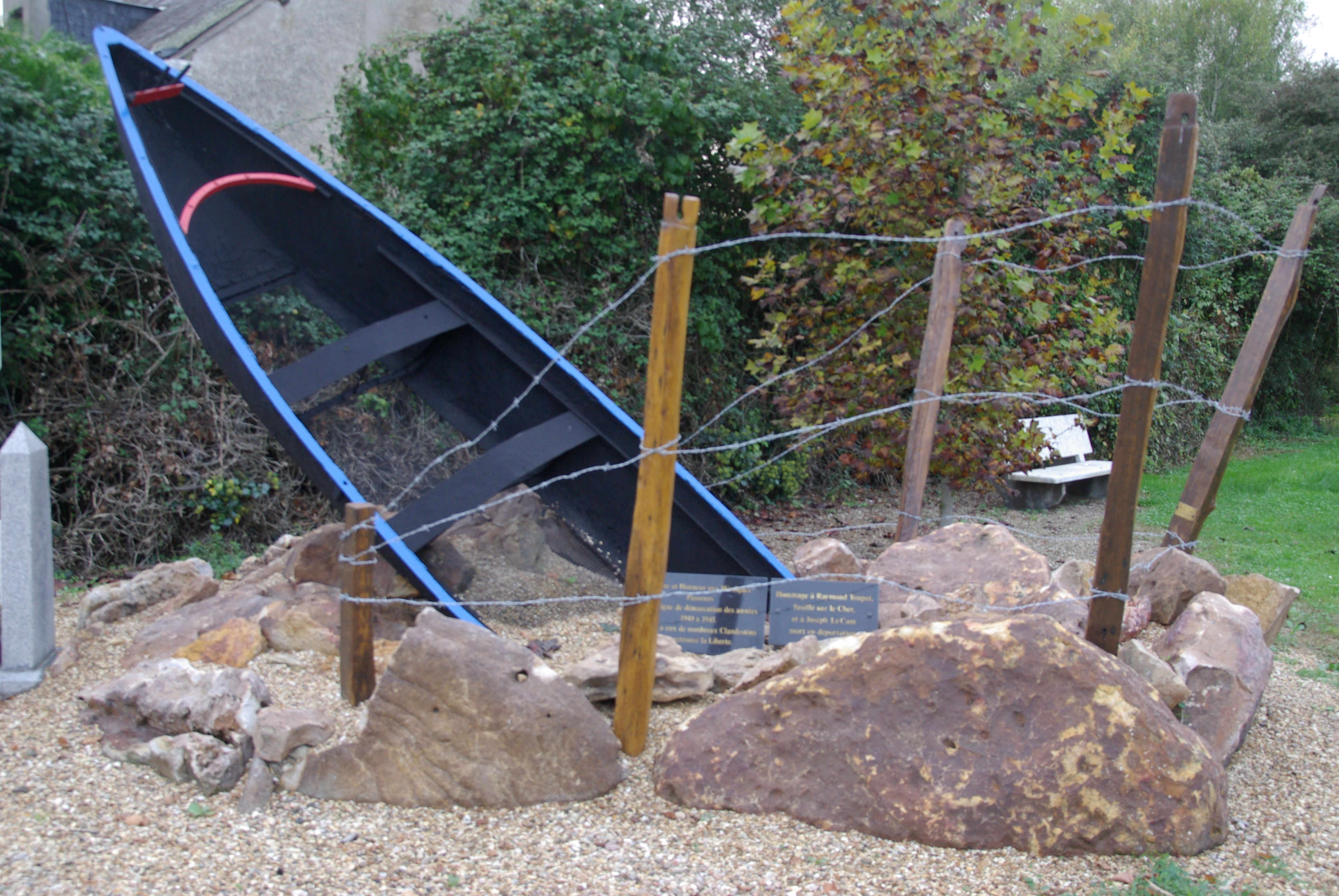
Denkmal „Courage-Liberté“